# 並松駅
並松駅（なみまつえき）は、かつて岐阜県中津川市に存在した北恵那鉄道北恵那鉄道線の駅（廃駅）である。
貨物取り扱い駅であった。北恵那鉄道の貨物の主力の木材ではなく、蛭川村（現・中津川市）で産出される花崗岩（蛭川御影石）を取り扱っていた。

## 歴史
- 1924年（大正13年）8月5日：北恵那鉄道線開通に際し開業。
- 1970年（昭和45年）頃：合理化のため、業務委託化。
- 1978年（昭和53年）9月18日：北恵那鉄道線とともに廃止。

## 駅施設
木造駅舎が設置され、旅客用の2面2線の相対式ホームで交換設備を有していた。
石材積込のための引込線が別に設置されており、小規模な貨物用ホームが存在した。

## 現在の状況
ホーム、待合所の土台、ホームへの階段などが残っていたが、現在は同範囲は整備され当時の跡は残っていない。

## 隣の駅
北恵那鉄道
北恵那鉄道線
上苗木駅 - 並松駅 - 関戸駅